# Polyplectropus crocallis
Polyplectropus crocallis är en nattsländeart som beskrevs av Wolfram Mey 1998. Polyplectropus crocallis ingår i släktet Polyplectropus och familjen fångstnätnattsländor. Inga underarter finns listade i Catalogue of Life.